# Красна Зоря (Донецький район)
Кра́сна Зоря́ — село Макіївської міської громади Донецького району Донецької області, Україна. Населення становить 143 осіб. Відстань до Макіївки становить близько 21 км і проходить автошляхом місцевого значення.

## Населення

### Мова
Розподіл населення за рідною мовою за даними перепису 2001 року:
| Мова       | Кількість | Відсоток |
| ---------- | --------- | -------- |
| російська  | 91        | 63.64%   |
| українська | 52        | 36.36%   |
| Усього     | 143       | 100%     |

За даними перепису 2001 року населення села становило 143 особи, з них 36,36% зазначили рідною мову українську та 63,64% — російську.